# Coppa Italia 2019–20
Cúp bóng đá Ý 2019–20 (hay còn gọi là Coppa Italia)  là mùa giải thứ 73 của cúp bóng đá Ý.
Lazio là đương kim vô địch, nhưng đã để thua Napoli tại tứ kết.
Napoli đã giành chức vô địch sau khi thắng Juventus 4–2 tại loạt luân lưu sau 90 phút không có bàn thắng nào được ghi, giành chức vô địch lần thứ 6 trong lịch sử câu lạc bộ và là lần đầu tiên kể từ năm 2014.

## Các đội tham dự

### Serie A (20 đội)
- Atalanta (Vòng 1/16)
- Bologna
- Brescia
- Cagliari
- Fiorentina
- Genoa
- Hellas Verona
- Internazionale (Round of 16)
- Juventus (Vòng 1/16)
- Lazio (Vòng 1/16) (Current champion)
- Lecce
- Milan (Vòng 1/16)
- Napoli (Vòng 1/16)
- Parma
- Roma (Vòng 1/16)
- Sampdoria
- Sassuolo
- SPAL
- Torino (Vòng 1/16)
- Udinese

### Serie B (20 đội)
- Ascoli
- Benevento
- Chievo
- Cittadella
- Cosenza
- Cremonese
- Crotone
- Empoli
- Frosinone
- Juve Stabia
- Livorno
- Perugia
- Pescara
- Pisa
- Pordenone
- Salernitana
- Spezia
- Trapani
- Venezia
- Virtus Entella

### Serie C (29 đội)
- Alessandria
- Arezzo
- Carpi (Vòng 2)
- Carrarese
- Casertana
- Catania
- Catanzaro
- Cavese
- FeralpiSalò
- Fermana
- Francavilla
- Imolese
- Monopoli
- Monza
- Novara
- Padova (Vòng 2)
- Piacenza
- Potenza
- Pro Patria
- Pro Vercelli
- Ravenna
- Reggina
- Rende
- Sambenedettese
- Siena
- Südtirol
- Triestina
- Vicenza
- Viterbese Castrense

### Serie D (9 đội)
- Adriese
- Fanfulla
- Fasano
- Lanusei
- Mantova
- Matelica
- Ponsacco
- Sanremese
- Turris

## Thể thức thi đấu và hạt giống
Các đội vào giải đấu bắt đầu từ nhiều giai đoạn khác nhau như sau:
- Giai đoạn 1 (Thi đấu 1 lượt)
  - Vòng 1: 27 đội từ Serie C và 9 đội từ Serie D
  - Vòng 2: 18 đội thắng từ vòng 1 cùng với 20 đội từ Serie B và 2 đội từ Serie C
  - Vòng 3: 20 đội thắng từ vòng 2 tham dự cùng 12 đội hạt giống từ Serie A có thứ hạng từ 9–20
  - Vòng 4: 16 đội thắng của vòng 3 chia làm 8 cặp đấu
- Giai đoạn 2
  - Vòng 1/16 (đấu 1 lượt): 8 đội xếp trên bảng đấu của vòng 4 đấu loại trực tiếp với các đội xếp từ 1–8 của Serie A
  - Tứ kết (đấu 1 lượt)
  - Bán kết (đấu 2 lượt)
- Chung kết (đấu 1 lượt)

## Lịch thi đấu
Lịch thi đấu được ban tổ chức thông báo.
| Giai đoạn   | Vòng đấu  | Lượt đi                | Lượt về                |
| ----------- | --------- | ---------------------- | ---------------------- |
| Giai đoạn 1 | Vòng 1    | 4 tháng 8 năm 2019     | 4 tháng 8 năm 2019     |
| Giai đoạn 1 | Vòng 2    | 11 tháng 8 năm 2019    | 11 tháng 8 năm 2019    |
| Giai đoạn 1 | Vòng 3    | 18 tháng 8 năm 2019    | 18 tháng 8 năm 2019    |
| Giai đoạn 1 | Vòng 4    | 4 tháng 13 năm 2019    | 4 tháng 13 năm 2019    |
| Giai đoạn 2 | Vòng 1/16 | 15-22 tháng 1 năm 2020 | 15-22 tháng 1 năm 2020 |
| Giai đoạn 2 | Tứ kết    | 29 tháng 1 năm 2020    | 29 tháng 1 năm 2020    |
| Giai đoạn 2 | Bán kết   | 12 tháng 2 năm 2020    | 4 tháng 3 năm 2020     |
| Giai đoạn 2 | Chung kết | 13 tháng 5 năm 2020    | 13 tháng 5 năm 2020    |

## Giai đoạn 1

### Vòng 1
Tổng cộng 36 đội từ Serie C và Serie D tham dự, 18 đội thắng sẽ vào vòng 2.
| 3 tháng 8 năm 2019     | Virtus Francavilla (3)    | 2–1      | Novara (3)                | Francavilla Fontana                                                 |  |
| 17:30 CEST (UTC+02:00) | Vázquez 9' · Nunzella 78' | Chi tiết | 20' Bellich · 86' Peralta | Sân vận động: Stadio Giovanni Paolo II Trọng tài: Mattia Pascarella |  |

| 3 tháng 8 năm 2019     | Pro Vercelli (3)               | 2–0 (s.h.p.) | Rende (3)   | Vercelli                                                                          |  |
| 18:30 CEST (UTC+02:00) | Victor Volpe 110' · Paulo 114' | Chi tiết     | 111' Loviso | Sân vận động: Stadio Silvio Piola Lượng khán giả: 504 Trọng tài: Paride Tremolada |  |

| 4 tháng 8 năm 2019     | Südtirol (3)                                           | 4–2      | Fasano (4)       | Bolzano                                             |  |
| 16:00 CEST (UTC+02:00) | Morosini 9' · Romero 54' · Ierardi 74' · Mazzocchi 89' | Chi tiết | 63', 83' Corvino | Sân vận động: Stadio Druso Trọng tài: Sajmir Kumara |  |

| 4 tháng 8 năm 2019     | Adriese (4) | 0–1      | Feralpisalò (3) | Adria                                                                     |  |
| 17:30 CEST (UTC+02:00) |             | Chi tiết | 53' Scarsella   | Sân vận động: Stadio Luigi Bettinazzi Trọng tài: Giuseppe Emanuele Repace |  |

| 4 tháng 8 năm 2019     | Carrarese (3) | 1–1 (5–4 p) | Fermana (3)          | Carrara                        |  |
| 17:30 CEST (UTC+02:00) | Valente 63'   | Chi tiết    | 24' (ph.đ.) Cognigni | Sân vận động: Stadio dei Marmi |  |

| 4 tháng 8 năm 2019     | Ravenna (3) | 1–0      | Sanremese (4) | Ravenna                            |  |
| 17:30 CEST (UTC+02:00) | Raffini 8'  | Chi tiết |               | Sân vận động: Stadio Bruno Benelli |  |

| 4 tháng 8 năm 2019     | Piacenza (3) | 1–1 (3–2 p) | Viterbese (3)    | Piacenza                              |  |
| 18:00 CEST (UTC+02:00) | Sylla 97'    | Chi tiết    | 94' Svidercoschi | Sân vận động: Stadio Leonardo Garilli |  |

| 4 tháng 8 năm 2019     | Monza (3)                   | 2–0      | Alessandria (3) | Monza                         |  |
| 18:30 CEST (UTC+02:00) | Iocolano 6' · Brighenti 33' | Chi tiết |                 | Sân vận động: Stadio Brianteo |  |

| 4 tháng 8 năm 2019     | Pro Patria (3)                | 1–0      | Matelica (4) | Busto Arsizio                      |  |
| 18:30 CEST (UTC+02:00) | Defendi 72' · Colombo 31' 81' | Chi tiết |              | Sân vận động: Stadio Carlo Speroni |  |

| 4 tháng 8 năm 2019     | Catanzaro (3)                                | 4–1 (s.h.p.) | Casertana (3) | Catanzaro                            |  |
| 19:00 CEST (UTC+02:00) | Cali 48' · Nicastro 94', 109' · Kanoute 103' | Chi tiết     | 84' Cavallini | Sân vận động: Stadio Nicola Ceravolo |  |

| 4 tháng 8 năm 2019     | Triestina (3)                           | 3–1      | Cavese (3)    | Trieste                          |  |
| 20:00 CEST (UTC+02:00) | Granoche 8', 17' (ph.đ.) · Ferretti 86' | Chi tiết | 43' El Ouazni | Sân vận động: Stadio Nereo Rocco |  |

| 4 tháng 8 năm 2019     | Catania (3)                             | 3–0      | Fanfulla (4) | Catania                               |  |
| 20:30 CEST (UTC+02:00) | Di Piazza 13' · Sarno 42' · Curiale 79' | Chi tiết |              | Sân vận động: Stadio Angelo Massimino |  |

| 4 tháng 8 năm 2019     | Imolese (3) | 3–3 (4–3 p) | Sambenedettese (3) | Imola                            |  |
| 20:30 CEST (UTC+02:00) |             | Chi tiết    |                    | Sân vận động: Stadio Romeo Galli |  |

| 4 tháng 8 năm 2019     | Monopoli (3) | 4–1      | Ponsacco (4) | Monopoli                                   |  |
| 20:30 CEST (UTC+02:00) |              | Chi tiết |              | Sân vận động: Stadio Vito Simone Veneziani |  |

| 4 tháng 8 năm 2019     | Siena (3) | 0–2      | Mantova (4) | Siena                                                    |  |
| 20:30 CEST (UTC+02:00) |           | Chi tiết |             | Sân vận động: Stadio Artemio Franchi – Montepaschi Arena |  |

| 4 tháng 8 năm 2019     | Arezzo (3) | 1–0      | Turris (4) | Arezzo                               |  |
| 20:45 CEST (UTC+02:00) |            | Chi tiết |            | Sân vận động: Stadio Città di Arezzo |  |

| 4 tháng 8 năm 2019     | Potenza (3) | 2–0      | Lanusei (4) | Potenza                              |  |
| 21:00 CEST (UTC+02:00) |             | Chi tiết |             | Sân vận động: Stadio Alfredo Viviani |  |

| 6 tháng 8 năm 2019     | Reggina (3)                             | 3–2      | Vicenza (3)                         | Reggio Calabria                      |  |
| 20:30 CEST (UTC+02:00) | Sounas 35' · Reginaldo 54' (ph.đ.), 72' | Chi tiết | 7' Marotta · 77' (ph.đ.) Giacomelli | Sân vận động: Stadio Oreste Granillo |  |

### Vòng 2
Tổng cộng 40 đội từ các đội thắng ở vòng 1 và Serie B tham dự vòng 2, 20 đội thắng ở vòng 2 cùng với 12 đội từ Serie A sẽ vào vòng 3.
| 10 tháng 8 năm 2019    | Ascoli (2)                                                            | 5–1      | Pro Vercelli (3) | Ascoli Piceno                                                          |  |
| 18:30 CEST (UTC+02:00) | - Brosco 7' - da Cruz 20' - Ardemagni 54' (ph.đ.) - Scamacca 72', 87' | Chi tiết | - Azzi 33'       | Sân vận động: Stadio Cino e Lillo Del Duca Trọng tài: Giovanni Ayroldi |  |

| 11 tháng 8 năm 2019    | Spezia (2)                                                                  | 5–0 | Pro Patria (3) | La Spezia                          |  |
| 18:00 CEST (UTC+02:00) | - Gyasi 15' - Guðjohnsen 25' - F. Ricci 53' - M. Ricci 64' - Burgzorg 90+2' |     |                | Sân vận động: Stadio Alberto Picco |  |

| 11 tháng 8 năm 2019 | Perugia (2)  | 1–0 | Triestina (3) | Perugia                          |  |
| CEST (UTC+02:00)    | - Sgarbi 28' |     |               | Sân vận động: Stadio Renato Curi |  |

| 11 tháng 8 năm 2019 | Cremonese (2)                               | 4–0 | Virtus Francavilla (3) | Cremona                            |  |
| CEST (UTC+02:00)    | - Claiton 41' - Deli 44' - Palombi 58', 66' |     |                        | Sân vận động: Stadio Giovanni Zini |  |

| 11 tháng 8 năm 2019 | Empoli (2)                    | 2–1 | Reggina (3)   | Empoli                                |  |
| CEST (UTC+02:00)    | - Mancuso 22' - Antonelli 72' |     | - Corazza 28' | Sân vận động: Stadio Carlo Castellani |  |

| 11 tháng 8 năm 2019 | Pescara (2)                                        | 3–2 | Mantova (4)                    | Pescara                                              |  |
| CEST (UTC+02:00)    | - Tumminello 13' (ph.đ.) - Di Grazia 79' - Ventola |     | - Guccione 50' - Tremolada 90' | Sân vận động: Stadio Adriatico – Giovanni Cornacchia |  |

| 11 tháng 8 năm 2019 | Benevento (2)                          | 3–4 | Monza (3)                                       | Benevento                          |  |
| CEST (UTC+02:00)    | - Tello 51', 83' - Viola 90+4' (ph.đ.) |     | - Bellusci 4' - Finotto 17', 88' - Iocolano 49' | Sân vận động: Stadio Ciro Vigorito |  |

| 11 tháng 8 năm 2019 | Livorno (2) | 0–1 | Carpi (3)  | Livorno                             |  |
| CEST (UTC+02:00)    |             |     | - Vano 69' | Sân vận động: Stadio Armando Picchi |  |

| 11 tháng 8 năm 2019 | Cittadella (2)                            | 3–0 | Padova (3) | Cittadella                                 |  |
| CEST (UTC+02:00)    | - Iori 23' (ph.đ.) - Diaw 26' - Celar 87' |     |            | Sân vận động: Stadio Pier Cesare Tombolato |  |

| 11 tháng 8 năm 2019                       | Chievo (2)       | 1–1 (s.h.p.) (3–1 p)                | Ravenna (3)   | Verona                                            |  |
| CEST (UTC+02:00)                          | - Meggiorini 23' |                                     | - Raffini 62' | Sân vận động: Sân vận động Marc'Antonio Bentegodi |  |
|                                           |                  | Loạt sút luân lưu                   |               |                                                   |  |
| Karamoko · Leverbe · Esposito · Rodríguez |                  | Ronchi · Ricchi · Pellizzari · Fyda |               |                                                   |  |

| 11 tháng 8 năm 2019 | Crotone (2)                                          | 4–3 | Arezzo (3)                                  | Crotone                         |  |
| CEST (UTC+02:00)    | - Barberis 2' - Simy 7' - Golemić 33' - Ruggiero 75' |     | - Borghini 10' - Belloni 17' (ph.đ.) - Zini | Sân vận động: Stadio Ezio Scida |  |

| 11 tháng 8 năm 2019 | Pordenone (2) | 1–2 | Feralpisalò (3)                  | Pordenone                               |  |
| CEST (UTC+02:00)    | - Pobega 44'  |     | - Ceccarelli 30' - Scarsella 50' | Sân vận động: Stadio Ottavio Bottecchia |  |

| 11 tháng 8 năm 2019 | Juve Stabia (2)       | 1–1 (s.h.p.) (2–3 p) | Imolese (3)  | Castellammare di Stabia          |  |
| CEST (UTC+02:00)    | - Carlini 60' (ph.đ.) |                      | - Vuthaj 66' | Sân vận động: Stadio Romeo Menti |  |

| 11 tháng 8 năm 2019 | Trapani (2)                   | 3–1 | Piacenza (3) | Trapani                                       |  |
| CEST (UTC+02:00)    | - Evacuo 44', 59' - Nzola 82' |     | - Cacia 12'  | Sân vận động: Stadio Polisportivo Provinciale |  |

| 11 tháng 8 năm 2019    | Venezia (2)               | 2–1 | Catania (3)     | Venice                               |  |
| 19:00 CEST (UTC+02:00) | - Aramu 3' - Zuculini 56' |     | - Silvestri 41' | Sân vận động: Stadio Pierluigi Penzo |  |

| 11 tháng 8 năm 2019    | Frosinone (2)                                           | 4–0 | Carrarese (3) | Frosinone                          |  |
| 20:30 CEST (UTC+02:00) | - Cian0 10' - Paganini 43' - Ariaudo 49' - Tribuzzi 81' |     |               | Sân vận động: Stadio Benito Stirpe |  |

| 11 tháng 8 năm 2019    | Monopoli (3)            | 1–0 | Cosenza (2) | Monopoli                                   |  |
| 20:30 CEST (UTC+02:00) | - Mendicino 89' (ph.đ.) |     |             | Sân vận động: Stadio Vito Simone Veneziani |  |

| 11 tháng 8 năm 2019    | Virtus Entella (2) | 1–2 | Südtirol (3)                  | Chiavari                      |  |
| 20:30 CEST (UTC+02:00) | - Paolucci 26'     |     | - Casiraghi 8' - Morosini 84' | Sân vận động: Stadio Comunale |  |

| 11 tháng 8 năm 2019    | Pisa (2)                              | 3–0 | Potenza (3) | Pisa                                                    |  |
| 20:45 CEST (UTC+02:00) | - Marconi 43' - Masucci 53' - Aya 71' |     |             | Sân vận động: Arena Garibaldi – Stadio Romeo Anconetani |  |

| 11 tháng 8 năm 2019    | Salernitana (2)                           | 3–1 | Catanzaro (3) | Salerno                     |  |
| 20:45 CEST (UTC+02:00) | - Kiyine 22' (ph.đ.) - Giannetti 45', 73' |     | - Mangni 79'  | Sân vận động: Stadio Arechi |  |

### Vòng 3
Tổng cộng 32 từ các đội thắng ở vòng 2 và Serie A (thứ hạng từ 9–20) tham dự vòng 3, 16 đội chiến thắng sẽ vào vòng 4.
| 16 tháng 8 năm 2019    | Genoa (1)                                                       | 4–1 | Imolese (3) | Chiavari                                                           |  |
| 20:30 CEST (UTC+02:00) | Criscito 2' (ph.đ.) · Saponara 24' · Ghiglione 28' · Schöne 74' |     | 71' Alimi   | Sân vận động: Stadio Comunale di Chiavari Trọng tài: Luca Pairetto |  |

| 17 tháng 8 năm 2019    | Parma (1)                       | 3–1 | Venezia (2)       | Parma                                                      |  |
| 18:00 CEST (UTC+02:00) | Gervinho 9', 72' · Iacoponi 22' |     | Aramu 24' (ph.đ.) | Sân vận động: Stadio Ennio Tardini Trọng tài: Paolo Valeri |  |

| 18 tháng 8 năm 2019    | Perugia (2)                      | 2–1 (s.h.p.) | Brescia (1)    | Perugia                                                     |  |
| 18:00 CEST (UTC+02:00) | Melchiorri 90+3' · Buonaiuto 98' |              | Donnarumma 43' | Sân vận động: Stadio Renato Curi Trọng tài: Marco Piccinini |  |

| 18 tháng 8 năm 2019    | Fiorentina (1)                 | 3–1      | Monza (3)     | Florence                                                        |  |
| 18:15 CEST (UTC+02:00) | Vlahović 80', 86' · Chiesa 89' | Chi tiết | Brighenti 34' | Sân vận động: Stadio Artemio Franchi Trọng tài: Fabrizio Pasqua |  |

| 18 tháng 8 năm 2019    | Sassuolo (1) | 1–0 | Spezia (2) | Reggio Emilia                                                               |  |
| 20:45 CEST (UTC+02:00) | Traorè 9'    |     |            | Sân vận động: Mapei Stadium – Città del Tricolore Trọng tài: Rosario Abisso |  |

| 18 tháng 8 năm 2019    | Hellas Verona (1) | 1–2 (s.h.p.) | Cremonese (2)                 | Verona                                                                            |  |
| 20:30 CEST (UTC+02:00) | Empereur 7'       |              | Castagnetti 90+3' · Deli 102' | Sân vận động: Sân vận động Marc'Antonio Bentegodi Trọng tài: Gianluca Manganiello |  |

| 18 tháng 8 năm 2019    | Empoli (2)            | 2–1 (s.h.p.) | Pescara (2)   | Empoli                                                            |  |
| 20:30 CEST (UTC+02:00) | Dezi 27' · Moreo 103' |              | Tumminello 6' | Sân vận động: Stadio Carlo Castellani Trọng tài: Maurizio Mariani |  |

| 18 tháng 8 năm 2019 | Cittadella (2)                            | 3–3 (s.h.p.) (5–4 p) | Carpi (3)                    | Cittadella                                                         |  |
| CEST (UTC+02:00)    | Diaw 25' (ph.đ.) · Celar 70' · Proia 118' |                      | Vano 43' (ph.đ.), 90+1', 93' | Sân vận động: Stadio Pier Cesare Tombolato Trọng tài: Manuel Volpi |  |

| 18 tháng 8 năm 2019    | Cagliari (1)            | 2–1 | Chievo (2)      | Cagliari                                             |  |
| 20:30 CEST (UTC+02:00) | João Pedro 7' · Rog 17' |     | Pucciarelli 43' | Sân vận động: Sardegna Arena Trọng tài: Antonio Giua |  |

| 18 tháng 8 năm 2019 | Crotone (2) | 1–3 | Sampdoria (1)                                       | Crotone                                                     |  |
| CEST (UTC+02:00)    | Molina 8'   |     | Caprari 37' · Quagliarella 42' (ph.đ.) · Maroni 60' | Sân vận động: Stadio Ezio Scida Trọng tài: Juan Luca Sacchi |  |

| 18 tháng 8 năm 2019    | SPAL (1)                          | 3–1 | FeralpiSalò (3) | Ferrara                                                    |  |
| 20:45 CEST (UTC+02:00) | Di Francesco 3' · Valoti 16', 32' |     | Maiorino 1'     | Sân vận động: Stadio Paolo Mazza Trọng tài: Daniele Chiffi |  |

| 18 tháng 8 năm 2019    | Lecce (1)                                | 4–0 | Salernitana (2) | Lecce                                                           |  |
| 20:45 CEST (UTC+02:00) | Lapadula 4', 76' · Falco 61' · Majer 81' |     |                 | Sân vận động: Stadio Via del Mare Trọng tài: Eugenio Abbattista |  |

| 18 tháng 8 năm 2019    | Ascoli (2)        | 2–0 | Trapani (2) | Ascoli Piceno                                                             |  |
| 20:30 CEST (UTC+02:00) | Scamacca 48', 80' |     |             | Sân vận động: Stadio Cino e Lillo Del Duca Trọng tài: Gianpaolo Calvarese |  |

| 18 tháng 8 năm 2019    | Frosinone (2) | v | Monopoli (3) | Frosinone                                                   |  |
| 20:30 CEST (UTC+02:00) |               |   |              | Sân vận động: Stadio Benito Stirpe Trọng tài: Fabio Maresca |  |

| 18 tháng 8 năm 2019    | Udinese (1)                       | 3–1 | Südtirol (3) | Udine                                                   |  |
| 20:30 CEST (UTC+02:00) | Lasagna 49' · Mandragora 70', 88' |     | Morosini 66' | Sân vận động: Dacia Arena Trọng tài: Gianluca Aureliano |  |

| 18 tháng 8 năm 2019    | Pisa (2) | 0–3 | Bologna (1)                           | Pisa                                                       |  |
| 20:45 CEST (UTC+02:00) |          |     | Poli 21' · Orsolini 61' · Palacio 64' | Sân vận động: Arena Garibaldi Trọng tài: Federico La Penna |  |

### Vòng 4
Tổng cộng 16 thắng ở vòng 3 tham dự vòng 4, 8 đội thắng sẽ vào vòng 1/16.
| 3 tháng 12 năm 2019   | Cremonese (2) | 1–0      | Empoli (2) | Cremona                                                                            |  |
| 15:00 CET (UTC+01:00) | Claiton 35'   | Chi tiết |            | Sân vận động: Stadio Giovanni Zini Lượng khán giả: 1.359 Trọng tài: Daniel Amabile |  |

| 3 tháng 12 năm 2019   | Genoa (1)                         | 3–2      | Ascoli (2)                        | Genoa                                                                                       |  |
| 18:00 CET (UTC+01:00) | Pinamonti 14', 79' · Criscito 72' | Chi tiết | Beretta 48' · Criscito 68' (l.n.) | Sân vận động: Sân vận động Luigi Ferraris Lượng khán giả: 1.825 Trọng tài: Giovanni Ayroldi |  |

| 3 tháng 12 năm 2019   | Fiorentina (1)                | 2–0      | Cittadella (2) | Florence                                                                            |  |
| 21:00 CET (UTC+01:00) | Benassi 21', 53' · Venuti 27' | Chi tiết |                | Sân vận động: Stadio Artemio Franchi Lượng khán giả: 8.988 Trọng tài: Ivano Pezzuto |  |

| 4 tháng 12 năm 2019   | Sassuolo (1) | 1–2      | Perugia (2)                   | Reggio Emilia                                                                                   |  |
| 15:00 CET (UTC+01:00) | Bourabia 82' | Chi tiết | Mazzocchi 10' · Nicolussi 17' | Sân vận động: Mapei Stadium – Città del Tricolore Lượng khán giả: 1.215 Trọng tài: Simone Sozza |  |

| 4 tháng 12 năm 2019   | SPAL (1)                                                         | 5–1      | Lecce (1)  | Ferrara                                                                        |  |
| 18:00 CET (UTC+01:00) | Igor 18' · Paloschi 24' · Murgia 31' · Cionek 45' · Floccari 83' | Chi tiết | Imbula 55' | Sân vận động: Stadio Paolo Mazza Lượng khán giả: 4.947 Trọng tài: Antonio Giua |  |

| 4 tháng 12 năm 2019   | Udinese (1)                                              | 4–0      | Bologna (1) | Udine                                                                      |  |
| 21:00 CET (UTC+01:00) | Barák 24' · De Maio 42' · Mandragora 77' · Lasagna 90+2' | Chi tiết |             | Sân vận động: Dacia Arena Lượng khán giả: 3.066 Trọng tài: Marco Piccinini |  |

| 5 tháng 12 năm 2019   | Parma (1)                             | 2–1      | Frosinone (2) | Parma                                                                                |  |
| 18:00 CET (UTC+01:00) | Siligardi 20' · Hernani 90+2' (ph.đ.) | Chi tiết | Trotta 71'    | Sân vận động: Stadio Ennio Tardini Lượng khán giả: 1,190 Trọng tài: Federico Dionisi |  |

| 5 tháng 12 năm 2019   | Cagliari (1)           | 2–1      | Sampdoria (1)  | Cagliari                                                                            |  |
| 21:00 CET (UTC+01:00) | Cerri 7' · Ragatzu 48' | Chi tiết | Gabbiadini 87' | Sân vận động: Sardegna Arena Lượng khán giả: 11,781 Trọng tài: Gianluca Manganiello |  |

## Giai đoạn 2

### Sơ đồ
|  | Vòng 1/16      | Vòng 1/16    |       |                | Tứ kết | Tứ kết |  |                | Bán kết | Bán kết | Bán kết | Bán kết |  |            | Chung kết | Chung kết |
|  |                |              |       |                |        |        |  |                |         |         |         |         |  |            |           |           |
|  | Internazionale | 4            |       |                |        |        |  |                |         |         |         |         |  |            |           |           |
|  | Cagliari       | 1            |       |                |        |        |  |                |         |         |         |         |  |            |           |           |
|  | Cagliari       | 1            |       | Internazionale | 2      |        |  |                |         |         |         |         |  |            |           |           |
|  |                |              |       | Internazionale | 2      |        |  |                |         |         |         |         |  |            |           |           |
|  |                | Fiorentina   | 1     |                |        |        |  |                |         |         |         |         |  |            |           |           |
|  | Fiorentina     | Fiorentina   | 1     | 2              |        |        |  |                |         |         |         |         |  |            |           |           |
|  | Fiorentina     |              |       | 2              |        |        |  |                |         |         |         |         |  |            |           |           |
|  | Atalanta       | 1            |       |                |        |        |  |                |         |         |         |         |  |            |           |           |
|  | Atalanta       | 1            |       |                |        |        |  | Internazionale | 0       | 1       | 1       |         |  |            |           |           |
|  |                |              |       |                |        |        |  | Internazionale | 0       | 1       | 1       |         |  |            |           |           |
|  |                | Napoli       | 1     | 1              | 2      |        |  |                |         |         |         |         |  |            |           |           |
|  | Napoli         | Napoli       | 1     | 1              | 2      | 2      |  |                |         |         |         |         |  |            |           |           |
|  | Napoli         |              |       |                |        | 2      |  |                |         |         |         |         |  |            |           |           |
|  | Perugia        | 0            |       |                |        |        |  |                |         |         |         |         |  |            |           |           |
|  | Perugia        | 0            |       | Napoli         | 1      |        |  |                |         |         |         |         |  |            |           |           |
|  |                |              |       | Napoli         | 1      |        |  |                |         |         |         |         |  |            |           |           |
|  |                | Lazio        | 0     |                |        |        |  |                |         |         |         |         |  |            |           |           |
|  | Lazio          | Lazio        | 0     | 4              |        |        |  |                |         |         |         |         |  |            |           |           |
|  | Lazio          |              |       | 4              |        |        |  |                |         |         |         |         |  |            |           |           |
|  | Cremonese      | 0            |       |                |        |        |  |                |         |         |         |         |  |            |           |           |
|  | Cremonese      | 0            |       |                |        |        |  |                |         |         |         |         |  | Napoli (p) | 0 (4)     |           |
|  |                |              |       |                |        |        |  |                |         |         |         |         |  | Napoli (p) | 0 (4)     |           |
|  |                | Juventus     | 0 (2) |                |        |        |  |                |         |         |         |         |  |            |           |           |
|  | Milan          | Juventus     | 0 (2) | 3              |        |        |  |                |         |         |         |         |  |            |           |           |
|  | Milan          |              |       | 3              |        |        |  |                |         |         |         |         |  |            |           |           |
|  | SPAL           | 0            |       |                |        |        |  |                |         |         |         |         |  |            |           |           |
|  | SPAL           | 0            |       | Milan (s.h.p.) | 4      |        |  |                |         |         |         |         |  |            |           |           |
|  |                |              |       | Milan (s.h.p.) | 4      |        |  |                |         |         |         |         |  |            |           |           |
|  |                | Torino       | 2     |                |        |        |  |                |         |         |         |         |  |            |           |           |
|  | Torino (p)     | Torino       | 2     | 1 (5)          |        |        |  |                |         |         |         |         |  |            |           |           |
|  | Torino (p)     |              |       | 1 (5)          |        |        |  |                |         |         |         |         |  |            |           |           |
|  | Genoa          | 1 (3)        |       |                |        |        |  |                |         |         |         |         |  |            |           |           |
|  | Genoa          | 1 (3)        |       |                |        |        |  | Milan          | 1       | 0       | 1       |         |  |            |           |           |
|  |                |              |       |                |        |        |  | Milan          | 1       | 0       | 1       |         |  |            |           |           |
|  |                | Juventus (a) | 1     | 0              | 1      |        |  |                |         |         |         |         |  |            |           |           |
|  | Juventus       | Juventus (a) | 1     | 0              | 1      | 4      |  |                |         |         |         |         |  |            |           |           |
|  | Juventus       |              |       |                |        | 4      |  |                |         |         |         |         |  |            |           |           |
|  | Udinese        | 0            |       |                |        |        |  |                |         |         |         |         |  |            |           |           |
|  | Udinese        | 0            |       | Juventus       | 3      |        |  |                |         |         |         |         |  |            |           |           |
|  |                |              |       | Juventus       | 3      |        |  |                |         |         |         |         |  |            |           |           |
|  |                | Roma         | 1     |                |        |        |  |                |         |         |         |         |  |            |           |           |
|  | Parma          | Roma         | 1     | 0              |        |        |  |                |         |         |         |         |  |            |           |           |
|  | Parma          |              |       | 0              |        |        |  |                |         |         |         |         |  |            |           |           |
|  | Roma           | 2            |       |                |        |        |  |                |         |         |         |         |  |            |           |           |

#### Round of 16
The Round of 16 matches were played between clubs seeded 1–8 in 2018–19 Serie A and clubs advancing from the fourth round. For teams meeting from the same division, home field advantage was determined by a draw, not seed number. This rule also applies in the quarter-finals and semi-finals, although in the semi-finals, the draw only determined the home team in the second leg.
The Round of 16 matches were played on 9, 14, 15, and 16 January. All times are CET (UTC+1).
| ngày 9 tháng 1 năm 2020                       | Torino (1)       | 1–1 (s.h.p.) (5–3 p)                     | Genoa (1)   | Turin                                                                                         |  |
| 21:15                                         | De Silvestri 23' | Chi tiết                                 | Favilli 14' | Sân vận động: Stadio Olimpico Grande Torino Lượng khán giả: 3,975 Trọng tài: Juan Luca Sacchi |  |
|                                               |                  | Loạt sút luân lưu                        |             |                                                                                               |  |
| Belotti · Millico · Rincón · Aina · Berenguer |                  | Destro · Favilli · Cassata · Radovanović |             |                                                                                               |  |

| ngày 14 tháng 1 năm 2020 | Napoli (1)                       | 2–0      | Perugia (2) | Napoli                                                       |  |
| 15:00                    | Insigne 26' (ph.đ.), 38' (ph.đ.) | Chi tiết |             | Sân vận động: Sân vận động San Paolo Trọng tài: Luca Massimi |  |

| ngày 14 tháng 1 năm 2020 | Lazio (1)                                                   | 4–0      | Cremonese (2) | Rome                                                                            |  |
| 18:00                    | Patric 10' · Parolo 26' · Immobile 58' (ph.đ.) · Bastos 89' | Chi tiết |               | Sân vận động: Stadio Olimpico Lượng khán giả: 7,789 Trọng tài: Lorenzo Maggioni |  |

| ngày 14 tháng 1 năm 2020 | Internazionale (1)                          | 4–1      | Cagliari (1) | Milan                                                                   |  |
| 20:45                    | Lukaku 1', 49' · Valero 22' · Ranocchia 81' | Chi tiết | Oliva 73'    | Sân vận động: San Siro Lượng khán giả: 28,914 Trọng tài: Daniele Chiffi |  |

| ngày 15 tháng 1 năm 2020 | Fiorentina (1)                                | 2–1      | Atalanta (1) | Florence                                                                                    |  |
| 15:00                    | Cutrone 11' · Pezzella 45+1' 70' · Lirola 84' | Chi tiết | Iličić 67'   | Sân vận động: Stadio Artemio Franchi Lượng khán giả: 13,395 Trọng tài: Gianluca Manganiello |  |

| ngày 15 tháng 1 năm 2020 | Milan (1)                                   | 3–0      | SPAL (1) | Milan                                                                    |  |
| 18:00                    | Piątek 20' · Castillejo 44' · Hernández 66' | Chi tiết |          | Sân vận động: San Siro Lượng khán giả: 32,093 Trọng tài: Davide Ghersini |  |

| ngày 15 tháng 1 năm 2020 | Juventus (1)                                                      | 4–0      | Udinese (1) | Turin                                                                              |  |
| 20:45                    | Higuaín 16' · Dybala 26' (ph.đ.), 58' · Douglas Costa 61' (ph.đ.) | Chi tiết |             | Sân vận động: Allianz Stadium Lượng khán giả: 39,524 Trọng tài: Gianluca Aureliano |  |

| ngày 16 tháng 1 năm 2020 | Parma (1) | 0–2      | Roma (1)                    | Parma                                                                             |  |
| 21:15                    |           | Chi tiết | Pellegrini 49', 76' (ph.đ.) | Sân vận động: Stadio Ennio Tardini Lượng khán giả: 3,604 Trọng tài: Luca Pairetto |  |

#### Quarter-finals
The quarter-final matches were played on 21, 22, 28, and 29 January. All times are in CET (UTC+1). The results of the draw that determined the home team were published on ngày 10 tháng 12 năm 2019.
| ngày 21 tháng 1 năm 2020 | Napoli (1) | 1–0      | Lazio (1) | Napoli                                                                              |  |
| 20:45                    | Insigne 2' | Chi tiết |           | Sân vận động: Sân vận động San Paolo Lượng khán giả: 24.377 Trọng tài: Davide Massa |  |

| ngày 22 tháng 1 năm 2020 | Juventus (1)                                | 3–1      | Roma (1)          | Turin                                                                           |  |
| 20:45                    | Ronaldo 26' · Bentancur 38' · Bonucci 45+2' | Chi tiết | Buffon 50' (l.n.) | Sân vận động: Allianz Stadium Lượng khán giả: 40,791 Trọng tài: Gianluca Rocchi |  |

| ngày 28 tháng 1 năm 2020 | Milan (1)                                                   | 4–2 (s.h.p.) | Torino (1)      | Milan                                                                    |  |
| 20:45                    | Bonaventura 12' · Çalhanoğlu 90+1', 106' · Ibrahimović 109' | Chi tiết     | Bremer 34', 71' | Sân vận động: San Siro Lượng khán giả: 36,462 Trọng tài: Fabrizio Pasqua |  |

| ngày 29 tháng 1 năm 2020 | Internazionale (1)         | 2–1      | Fiorentina (1) | Milan                                                                   |  |
| 20:45                    | Candreva 44' · Barella 67' | Chi tiết | Cáceres 60'    | Sân vận động: San Siro Lượng khán giả: 51,431 Trọng tài: Daniele Doveri |  |

#### Semi-finals
The first leg of the semi-final matches were played on 12 and 13 February. The second leg matches were scheduled to be played on 4 and 5 March, but were postponed to 12 and 13 June due to the coronavirus pandemic in Italy. Times are CET (UTC+1) for first leg matches and CEST (UTC+2) for second leg matches.

##### First leg
| ngày 12 tháng 2 năm 2020 | Internazionale (1) | 0–1      | Napoli (1) | Milan                                                                        |  |
| 20:45                    |                    | Chi tiết | Fabián 57' | Sân vận động: San Siro Lượng khán giả: 59,601 Trọng tài: Gianpaolo Calvarese |  |

| ngày 13 tháng 2 năm 2020 | Milan (1) | 1–1      | Juventus (1)          | Milan                                                                 |  |
| 20:45                    | Rebić 61' | Chi tiết | Ronaldo 90+1' (ph.đ.) | Sân vận động: San Siro Lượng khán giả: 72,738 Trọng tài: Paolo Valeri |  |

##### Second leg
| ngày 12 tháng 6 năm 2020                                                                                             | Juventus (1) | 0–0 (TTS 1a–1) | Milan (1) | Turin                                                                     |  |
| 21:00 |              | Chi tiết       |           | Sân vận động: Allianz Stadium Lượng khán giả: 0 Trọng tài: Daniele Orsato |  |
| Ghi chú: Match postponed to 12 June from its original date of 4 March due to concerns over the coronavirus pandemic. |              |                |           |                                                                           |  |

| ngày 13 tháng 6 năm 2020                                                                                             | Napoli (1)  | 1–1 (TTS 2–1) | Internazionale (1) | Napoli                                                                            |  |
| 21:00 | Mertens 41' | Chi tiết      | Eriksen 2'         | Sân vận động: Sân vận động San Paolo Lượng khán giả: 0 Trọng tài: Gianluca Rocchi |  |
| Ghi chú: Match postponed to 13 June from its original date of 5 March due to concerns over the coronavirus pandemic. |             |               |                    |                                                                                   |  |

## Chung kết
| Thắng bán kết 1 | v | Thắng bán kết 2 |
| --------------- | - | --------------- |
|                 |   |                 |

## Cầu thủ ghi bàn hàng đầu
| Thứ hạng | Cầu thủ            | Câu lạc bộ      | Số bàn thắng |
| -------- | ------------------ | --------------- | ------------ |
| 1        | Gianluca Scamacca  | Ascoli          | 4            |
| 1        | Michele Vano       | Carpi           | 4            |
| 3        | Lorenzo Insigne    | Napoli          | 3            |
| 3        | Rolando Mandragora | Udinese         | 3            |
| 3        | Tommaso Morosini   | Südtirol        | 3            |
| 3        | Marcello Trotta    | Frosinone       | 3            |
| 7        | 40 cầu thủ khác    | 40 cầu thủ khác | 2            |